# Hebenu
Hebenu fou una ciutat de l'antic Egipte situada uns 10 km al sud de la moderna Al-Minya i a uns 4 km de la necròpoli de Zawyet al-Maiyitin. Al lloc de l'antiga ciutat hi ha avui un llogaret anomenat Kom al-Ahmar (el turó vermell) que cal diferenciar del lloc del mateix nom on estava l'antiga Nekhen (Hieracòmpolis), en el qual hi ha algunes tombes excavades a la roca, actualment mig enterrades, corresponents a dignataris de la ciutat d'Hebenu que corresponen al final de l'Imperi antic. A l'època clàssica es va dir Teodosiòpolis (Theodosiopolis). Es va excavar un temple del qual els relleus són actualment al museu d'art de Cleveland. El patró de la ciutat era el déu Horus.